# 문화인류학
문화인류학(文化人類學, 영어: cultural anthropology)은 인류의 생활 및 역사를 문화 면에서 실증적으로 추구하는 인류학의 한 부문이다. 보통 자연인류학과 대치되는 용어로서 넓은 뜻으로는 선사적 고고학(先史的考古學), 인류학적 언어학, 민족학, 민속학, 민족지(民族誌) 등 여러 분야가 포함되지만, 좁은 뜻으로는 사회인류학과 민족학의 두 분야를 가리킨다.

## 개요
문화인류학은 인류가 걸어온 역사와 현존의 인류에 의한 각종 소산물을 대상으로 문화를 관찰·분석하고 그것을 종합하여 문화의 법칙성 또는 규칙성과 변이를 탐구하는 과학이다.
‘문화인류학’이라는 용어는 미국에서 사용하기 시작했는데, 영국에서는 그와 같은 내용을 사회인류학, 독일·오스트리아 그 밖의 유럽 여러 나라에서는 민족학이라고 부른다. 방법론으로는 문화진화론·문화전파론·문화사론(文化史論)·문화영역론·문화통합형태론·문화기능론·문화와 인격론·문화구조론 등이 있다.
문화인류학의 학문적 시초는 이미 18세기 후반의 프랑스 계몽사상 중에 나타나며, 19세기에는 이론적인 기초가 세워졌다. 연구대상은 주로 미개한 문화와 그것을 담당하고 있는 사람들이지만, 최근에는 근대사회의 복잡·고도한 문화를 담당하는 사람들은 물론 역사적인 문화와 현재의 모든 문화가 그 대상이 되고 있다.
연구방법은 아래와 같다.
문자를 사용하지 않던 문화권을 조사할 때, 문헌 기록이 없기 때문에 비교적 장기간에 걸친 현지조사를 진행한다. 즉 유적과 유물들의 발굴 등이 불가결하며, 필연적으로 갖가지 이질적 문화를 취급해야 하므로 비교연구가 중요하게 사용된다.

## 범위
문화인류학은 인류의 문화와 사회에 대하여 연구하며, 지구상의 인간의 출현으로부터 현대의 우리 시대까지 발전해 온 모든 인간들과 그들의 시대별 문화 및 사회를 연구 대상으로 삼는다.
어떤 민족이나 인간 집단을 연구할 때 인류학자들은 그 민족 또는 사회의 역사와 지리, 자연환경은 물론 사람들의 체질적 특성과 가족, 혼인, 친족제도, 경제제도, 물질문화, 정치조직, 법률체계, 종교, 언어, 예술, 인간심성 등의 모든 측면을 상호관련지어 연구한다.
또한 과거의 인류 뿐만 아니라, 현재 인류의 모습에 대해서도 활발히 연구되고 있는데, 예를 들어 미국의 빈민가에 거주하는 흑인, 다국적 기업, 환경문제, 사이버 공간의 문화등을 연구하는 인류학자들도 있다.
문화인류학자들이 생활양식으로서 문화란 개념을 채택함으로써 이들이 다루는 연구의 영역은 매우 포괄적일 수밖에 없다.
연구주제에 따라 종교인류학, 친족연구, 경제인류학, 정치인류학, 법인류학, 교육인류학, 예술인류학 등으로, 이론적 성격에 따라 생태인류학, 심리인류학, 상징인류학, 응용인류학 등으로 구분하기도 한다.
최근에는 도시인류학, 기업인류학, 영상인류학, 역사인류학, 의료인류학, 관광인류학, 환경인류학, 정보인류학과 같은 새로운 분야가 등장하였다.

## 같이 보기
- 종족 연구
- 분자인류학(영어판)